# Prežeči tiger, skriti zmaj
Prežeči tiger, skriti zmaj je roman o borilnih veščinah, ki ga je napisal kitajski pisatelj Vang Dulu. Je četrta knjiga iz serije 5. romanov o Železnem žerjavu. Knjige so izšle od leta 1938 do 1942.

## Snov in motiv
Snov romana so kitajske borilne veščine znane kot kung fu, čeprav je njihov ustreznejši naziv vu šu. Glavni junak je mojster kung fuja, slavni mečevalec iz gorskega samostana Wu Dang, ki je tako kot samostan Šaolin, znamenita šola borilnih veščin. Po romanu so leta 2000 posneli istoimenski film, ki je požel nesluteni uspeh ter sprožil nov interes za azijske akcijske filme.

## Vsebina
Li Mu Bai je legendarni mojster in mečevalec z Wu Danga. Išče žensko po imenu Leteča lisica, ki je umorila njegovega sifuja, učitelja. Mu Bai je zaljubljen v prijateljico iz otroštva Ju Šu Lien, a ji tega ne upa povedati. Eda od glavnih oseb zgodbe je tudi mlada Ju Džiao Long, ki je guvernerjeva hči. Oče jo sili v poroko, vendar si hči želi pustolovščin in se počuti utesnjeno. Postane učenka Leteče lisice ter se izuri v mečevanju in goloroki borbi. Mu Bai podari svoj meč lokalnemu velikašu, a ga Ju Džiao ukrade. Zaljubi se v puščavskega razbojnika Loja. Po številnih dogodivščinah, Mu Bai ubije Letečo lisico, vendar je smrtno ranjen. Džiao, ki je medtem prestopila na njegovo stran, hiti po protistrup. Na žalost je prepozna. Ju Džiao odide v Wu Dang, kjer se znova sreča z Lojem. Ampak ne ostane v samostanu.

## Ocene
Roman Prežeči tiger, skriti zmaj velja za eno najbolj prepoznavnih del kitajskega romana o borilnih veščinah. 